# Safonovo (Koltxúguino)
|  | Per a altres significats, vegeu «Safonovo». |

Safonovo (en rus: Сафоново) és un poble de l'óblast de Vladímir, a Rússia, segons el cens del 2010 tenia 5 habitants. Pertany al districte municipal de Koltxúguino.